# Muggträsket
Muggträsket är en sjö i Överkalix kommun i Norrbotten och ingår i Kalixälvens huvudavrinningsområde. Sjön har en area på 1,16 kvadratkilometer och ligger 225,1 meter över havet. Muggträsket ligger i Muggträsk Natura 2000-område. Sjön avvattnas av vattendraget Muggån (Muggträskbäcken).

## Delavrinningsområde
Muggträsket ingår i det delavrinningsområde (737482-178667) som SMHI kallar för Utloppet av Muggträsket. Medelhöjden är 254 meter över havet och ytan är 9,82 kvadratkilometer. Det finns inga avrinningsområden uppströms utan avrinningsområdet är högsta punkten. Muggån (Muggträskbäcken) som avvattnar avrinningsområdet har biflödesordning 5, vilket innebär att vattnet flödar genom totalt 5 vattendrag innan det når havet efter 151 kilometer. Avrinningsområdet består mestadels av skog (77 procent) och sankmarker (11 procent). Avrinningsområdet har 1,16 kvadratkilometer vattenytor vilket ger det en sjöprocent på 11,8 procent.